# Nagyréde
Nagyréde là một thị trấn thuộc hạt Heves, Hungary. Thị trấn này có diện tích 34,34 km², dân số năm 2010 là 3174 người, mật độ 92 người/km².